# NGC 5150
NGC 5150 is een balkspiraalstelsel in het sterrenbeeld Waterslang. Het hemelobject werd op 5 mei 1834 ontdekt door de Britse astronoom John Herschel.

## Synoniemen
- ESO 444-43
- MCG -5-32-23
- IRAS 13248-2918
- PGC 47169